# 2e étape du Tour de France 1952
Vous lisez un « bon article » labellisé en 2023.
Pour un article plus général, voir Tour de France 1952.
La 2e étape du Tour de France 1952 s'est déroulée le 26 juin 1952 entre les villes de Rennes, qui accueille le Tour pour la sixième fois, et Le Mans, première fois ville-étape du Tour de son histoire. Le parcours traverse les départements d'Ille-et-Vilaine, de la Mayenne et de la Sarthe sur une route principalement plane et longue de 181 km. Il passe notamment par les villes de Vitré, Laval, Sablé-sur-Sarthe et La Flèche.
C'est la deuxième étape des vingt-trois prévues de cette 39e édition du Tour de France, dont Fausto Coppi a pris le départ en tant qu'immense favori, en l'absence d'Hugo Koblet, vainqueur de l'édition précédente, et de Louison Bobet, champion de France en titre. Au départ de l'étape, le classement général est mené par le Belge Rik Van Steenbergen, maillot jaune après avoir remporté la première étape.
La victoire est disputée au sprint entre les quatre membres d'une échappée sur le circuit des 24 Heures du Mans et remportée par le Belge André Rosseel de l'équipe de Belgique, devant l'Espagnol Bernardo Ruiz, de l'équipe d'Espagne, et le Français Pierre Molinéris, de l'équipe régionale Sud-Est. Rik Van Steenbergen, de l'équipe de Belgique, reste maillot jaune.
L'étape, plus courte que la distance moyenne des étapes de Tour de France de l'époque, est disputée à un rythme élevé avec un grand nombre de tentatives d'échappée. Comme lors de la première étape, l'équipe de France tente d'attaquer avec ses leaders, suivis de près par Fausto Coppi. L'échappée principale compte jusqu'à quatre minutes d'avance sur le peloton, si bien que Pierre Pardoën, 3e au général, est virtuellement maillot jaune pendant un temps, mais l'équipe de Belgique confirme sa domination en ce début de Tour, en ramenant Van Steenbergen sur la tête de la course et en jouant la victoire avec Alex Close et André Rosseel, qui remporte finalement l'étape. Le rythme rapide provoque par ailleurs quatre abandons, dont trois hors délais.
Le contrôle de la course par l'équipe de Belgique permet à celle-ci de conserver le maillot jaune, de remporter une nouvelle victoire d'étape et de remporter une deuxième fois le classement par équipes de l'étape. Pierre Molinéris remporte pour sa part le prix de la combativité.

## Profil de l'étape
Le parcours de cette étape est inédit puisque le Tour de France ne s'est jamais rendu au Mans avant cette édition. Il emprunte les routes nationales sur la quasi-totalité de l'étape (en-dehors des traversées de ville et sur la dernière partie) : la RN 12 (la « route de Paris ») entre Rennes et Le Mans jusqu'à Laval, l'ancienne RN 159 entre Laval et La Flèche et la RN 23 jusqu'à Arnage, là où le peloton bifurque pour se rendre sur le circuit des 24 heures. Le profil est principalement plat (particulièrement dans la deuxième partie) et aucune réelle difficulté n'est recensée. Enfin, la distance de l'étape est plus courte que les moyennes connues des éditions précédentes du Tour de France.
La première partie commence à la sortie de Rennes, à l'entrée de la route nationale jusqu'à Laval et présente quelques petites côtes (650 mètres de dénivelé cumulés sur 70 km). La deuxième partie entre Laval et La Flèche est une longue ligne droite de 70 km, quasiment plate à l'exception d'une côte au km 130 à l'approche de la Flèche (450 mètres de dénivelé cumulés sur 70 km). La dernière partie est également une longue ligne droite (avec quelques petits reliefs au km 150) jusqu'au début de l'agglomération du Mans, à Arnage, où le peloton prend la route du circuit (270 mètres de dénivelé cumulés sur 40 km). De l'entrée du circuit aux tribunes de la ligne d'arrivée, sur 2,5 km, la route du circuit est coupée en deux sur le milieu pour permettre aux coureurs de l'emprunter deux fois, une première fois après être rentré sur le circuit et une deuxième fois après avoir parcouru une moitié de tour du circuit, débouchant sur l'arrivée de l'étape.
Dans les colonnes de L’Équipe, l'organisateur déclare que les conditions du parcours sont propices aux échappées en raison de la courte distance de l'étape (ce qui augmente les chances pour elles d'aller au bout). Si le peloton « n'est pas trop fatigué des efforts de la veille » et des reliefs bretons, il prédit que le Tour, « déjà parti très vite entre Brest et Rennes », pourrait approcher les 40 km/h de moyenne sur cette étape.
| Département     | Lieu                                 | km |         | Département                               | Lieu | km |
| Ille-et-Vilaine | Rennes                               | 0  | Mayenne | Saint-Loup-du-Dorat                       | 102  |    |
| Ille-et-Vilaine | Cesson-Sévigné                       | 2  | Mayenne | Bouessay                                  | 105  |    |
| Ille-et-Vilaine | Noyal-sur-Vilaine                    | 9  | Sarthe  | Sablé-sur-Sarthe                          | 111  |    |
| Ille-et-Vilaine | Châteaubourg                         | 19 | Sarthe  | Louailles                                 | 119  |    |
| Ille-et-Vilaine | Saint-Melaine                        | 21 | Sarthe  | Crosmières                                | 128  |    |
| Ille-et-Vilaine | Saint-Jean-sur-Vilaine               | 23 | Sarthe  | Verron (La Flèche)                        | 133  |    |
| Ille-et-Vilaine | Vitré                                | 34 | Sarthe  | La Flèche                                 | 137  |    |
| Ille-et-Vilaine | Cerisais (Mondevert)                 | 45 | Sarthe  | Clermont-Créans                           | 142  |    |
| Mayenne         | La Gravelle                          | 51 | Sarthe  | Le Point-du-Jour (Saint-Jean-de-la-Motte) | 147  |    |
| Mayenne         | La Chapelle-du-Chène (Loiron-Ruillé) | 57 | Sarthe  | Cérans-Foulletourte                       | 155  |    |
| Mayenne         | Saint-Berthevin                      | 64 | Sarthe  | Guécelard                                 | 162  |    |
| Mayenne         | Laval                                | 69 | Sarthe  | Arnage                                    | 169  |    |
| Mayenne         | Forcé                                | 75 | Sarthe  | Le Mans (circuit des 24 heures)           | 181  |    |
| Mayenne         | Mesley-du-Maine                      | 90 |         |                                           |      |    |

## Contexte au départ de l'étape
Au lendemain de la première étape qui s'est déroulée entre Brest et Rennes, quelques enseignements ont pu être tirés par les journalistes qui suivent le Tour, quant aux forces en présence et à la forme des différents coureurs et des équipes en ce début d'épreuve.

### Le maillot jaune Van Steenbergen dispose d'une avance confortable sur les favoris
« Je pense que mes camarades m'aideront dans l'avenir car je n'ai plus ce soir, les mêmes ambitions qu'hier. En venant à Brest je n'avais qu'une envie : remporter le plus d'étapes possibles et porter le maillot Jaune à l'occasion.
Aujourd'hui, je me rend (sic) compte que je peux faire mieux. La montagne assurément, m'impressionne un peu, mais pourquoi ne me défendrais-je pas ?
C'est avant tout pour moi, tout au moins, une question de forme. Or, j'ai pu constater que je l'étais ».
Van Steenbergen (Belgique) aborde la 2e étape avec une avance confortable sur les favoris présumés du Tour (Ockers, Coppi, Géminiani, Robic, Bartali, etc.) arrivés pour la plupart dans le peloton et qui accusent un retard de 7 min 21 s (avec bonifications) au général. Par ailleurs, il est entouré au classement général, par deux de ses coéquipiers qui occupent les 2e et 4e (respectivement Blomme et Vanderstockt).
Le Français Pardoën (Nord-Est / Centre) est en revanche le coureur le plus menaçant au général puisqu'il ne compte qu'une minute de retard. Or, bien qu'inconnu par le grand public au départ du Tour, il a démontré lors de l'étape de la veille des qualités de rouleur qui peuvent lui permettre, selon les observateurs, d'attaquer le maillot jaune lors de cette deuxième étape. Son directeur d'équipe évoque d'ailleurs la suite de cette manière : « Poursuivre à outrance et par tous les moyens l'offensive Pardoën. » Pour autant, Van Steenbergen déclare avoir l'intention de défendre son maillot aussi longtemps qu'il le pourra,.

### L'équipe de Belgique a fait forte impression

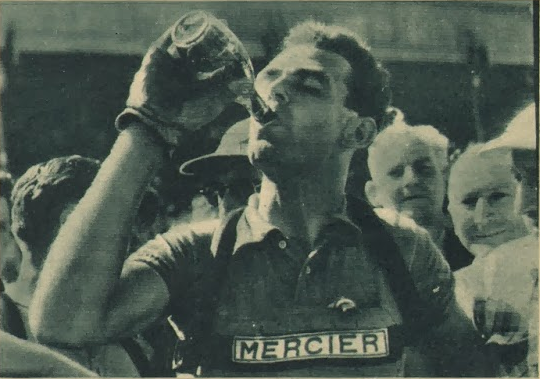
Van Steenbergen célèbre sa victoire à Rennes.

L'équipe de Belgique a dominé la première étape du Tour avec une victoire d'étape, le maillot jaune, quatre coureurs dans le Top 10 et la tête du classement général par équipes (le Challenge Martini).
Pour autant, Sylvère Maes, le directeur technique, maintient sa position initiale : « pour l'instant, il n'y a aucun leader désigné. La performance de Van Steenbergen et Blomme leur vaudra seulement d'être protégés ». Van Steenbergen sera épaulé par Close, De Hertog, Decock et Rosseel tandis que Blomme disposera du reste de l'équipe. Par ailleurs, Maes ajoute attendre le passage par les Alpes pour savoir si Neyt, Close et Vanderstockt peuvent s'y imposer.

### Les équipes de France et d'Italie se neutralisent
La « stratégie offensive » de l'équipe de France ayant pour objectif de prendre du temps à Coppi dès le début du Tour s'est opposée à la « stratégie défensive » de l'équipe d'Italie qui a presque systématiquement contré les tentatives d'échappées,. Seul Lauredi a réussi à prendre du temps au champion italien avec une sortie en fin d'étape. Jusqu'à neuf coureurs de l'équipe de France ont participé simultanément aux échappées de la veille, mais la présence de Coppi et la remontée de Bartali ont abouti à ce que l'équipe de Belgique et Van Steenbergen tirent les bénéfices de cette étape. La neutralisation a d'ailleurs provoqué de la frustration chez les coureurs des deux équipes, côté français pour le maigre bénéfice des efforts du jour, et côté italien chez Coppi, qui déplore l’énergie trop importante dépensée pour contrôler la course au regard de ce qui attend les coureurs du Tour pour la suite.

### Les équipes régionales ont animé la1reétape
« Sauveur Ducazeaux (directeur technique de l'équipe Nord-Est / Centre) et le Fernand Mithouard (directeur technique de l'équipe de Paris) sont de ceux qui estiment que l'attaque est la tactique qui paye le plus. Et il ne faut pas grand effort pour en obtenir confirmation de leur propre bouche, ce qui signifie que les réussites d'aujourd'hui ne seront pas nécessairement suivies demain d'une relative temporisation. »
À plusieurs reprises lors de la 1re étape, des coureurs de toutes les équipes régionales (sauf celle de l'Afrique du Nord) ont attaqué pour placer des hommes dans les échappées,. Parmi elles, les équipes de Paris et Nord-Est / Centre se sont particulièrement distinguées. Les « Parisiens », pour leur part, ont été actifs dans de nombreuses échappées et trois d'entre eux sont parvenus à se classer dans le Top 15, décrochant ainsi la 3e place du classement général par équipes,. De l'autre côté, l'équipe de Nord-Est / Centre s'est illustrée avec la performance de Pardoën, coureur novice et inconnu du peloton qui a terminé 3e de la 1re étape en se maintenant dans l'échappée victorieuse aux côtes des deux Belges (Van Steenbergen et Blomme). Révélation de la 1re étape et lauréat du prix du meilleur combatif, il est 3e du classement général à 1 min du maillot jaune, et est donc le premier coureur au classement à ne pas faire partie de l'équipe de Belgique. Avec notamment son coéquipier Cieleska, classé 5e de l'étape, ils offrent la deuxième place au classement général par équipe et la prime de la meilleure équipe régionale.

## Déroulement de la course

### Résumé de l'étape[a]

#### Départ rapide de Rennes et premières tentatives d’échappée
Au matin du 26 juin, les cyclistes ont un programme précis à suivre avant le départ de la course :
- 10 h 15 : signatures et ravitaillement au Champ-de-Mars à Rennes ;
- 11 h 10 : appel des coureurs ;
- 11 h 20 : départ du défilé par la rue d'Isly, boulevard de la Liberté, avenue de la Gare, pont sur la Vilaine, avenue Aristide-Briand, boulevard de Strasbourg ;
- 11 h 30 : départ de l'étape à l'entrée sur la RN 12.

La météo prévue est ensoleillée et très chaude, le vent est léger mais contraire.

Les 121 coureurs quittent Rennes à très vive allure et dès la sortie de la ville, la première tentative de fuite est initiée par Meunier (Nord-Est / Centre) et Carle (Paris), sans résultat. Trois coéquipiers de l'équipe de France tentent également de former une échappée, mais elle est contrée dès l'instant par les Belges et les Italiens,. Dans les premiers kilomètres de courses, d'autres tentatives suivent, mais le peloton contrôlé notamment par les Belges est maintenu dans le rythme,. Le premier écart sérieux est réalisé par Diederich qui parvient à s'éloigner seul (au km 21). Il passe à Saint-Jean-de-Vilaine avec 30 s d'avance,,. Ayant initialement l'idée qu'il serait rejoint par d'autres « fuyards » et constatant qu'il demeure seul, il se relève progressivement, tandis que le peloton et notamment les hommes du maillot jaune continuent de rouler fort. Il est rejoint avant Vitré (km 34),,. 

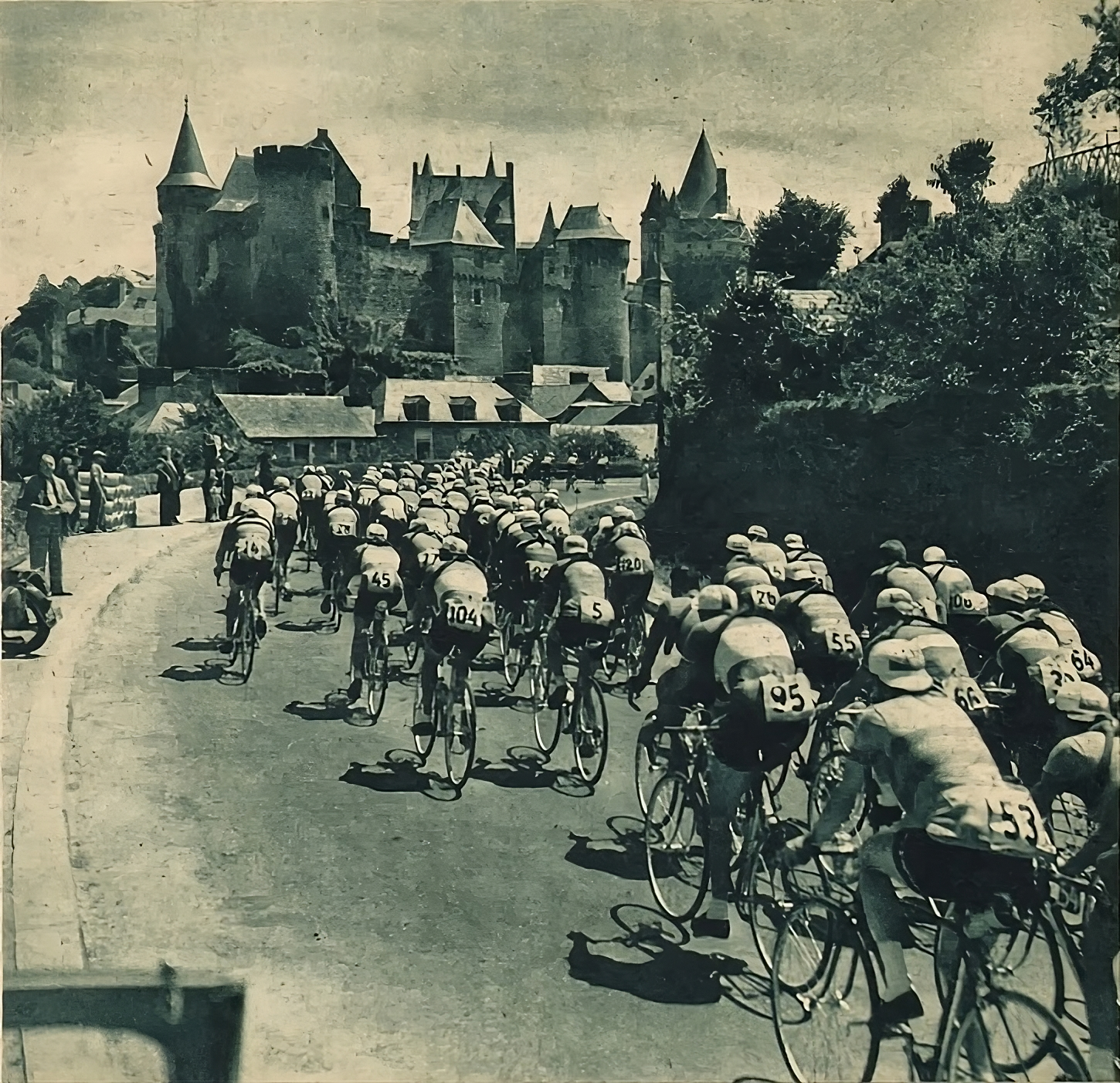
Entrée du peloton dans Vitré.

#### Formation de la première échappée concrète à Vitré
À l'entrée de Vitré (km 33), un trio composé de Lajoie, Pardoën (Nord-Est / Centre) et Close (Belgique) parvient à s'échapper,,, suivi dans leur démarche un peu plus tard par treize coureurs, dont Lapébie qui emmène ses coéquipiers Robic et Géminiani (France), les Italiens Crippa, Baroni et Coppi (Italie), les Belges Decock, Van Kerckhove, Rosseel (Belgique), Roks (Hollande) et quelques coureurs régionaux, Kebaïli (Afrique du Nord), Malléjac (Ouest / Sud-Ouest) et Rotta (Sud-Est),,. Les treize chasseurs rejoignent le trio de tête (au km 40) et comptent alors 45 s d'avance sur le peloton. Cet écart s'accroît ensuite progressivement, avec 1 min 40 s (km 46), 2 min (km 55), puis 3 min (km 64),.

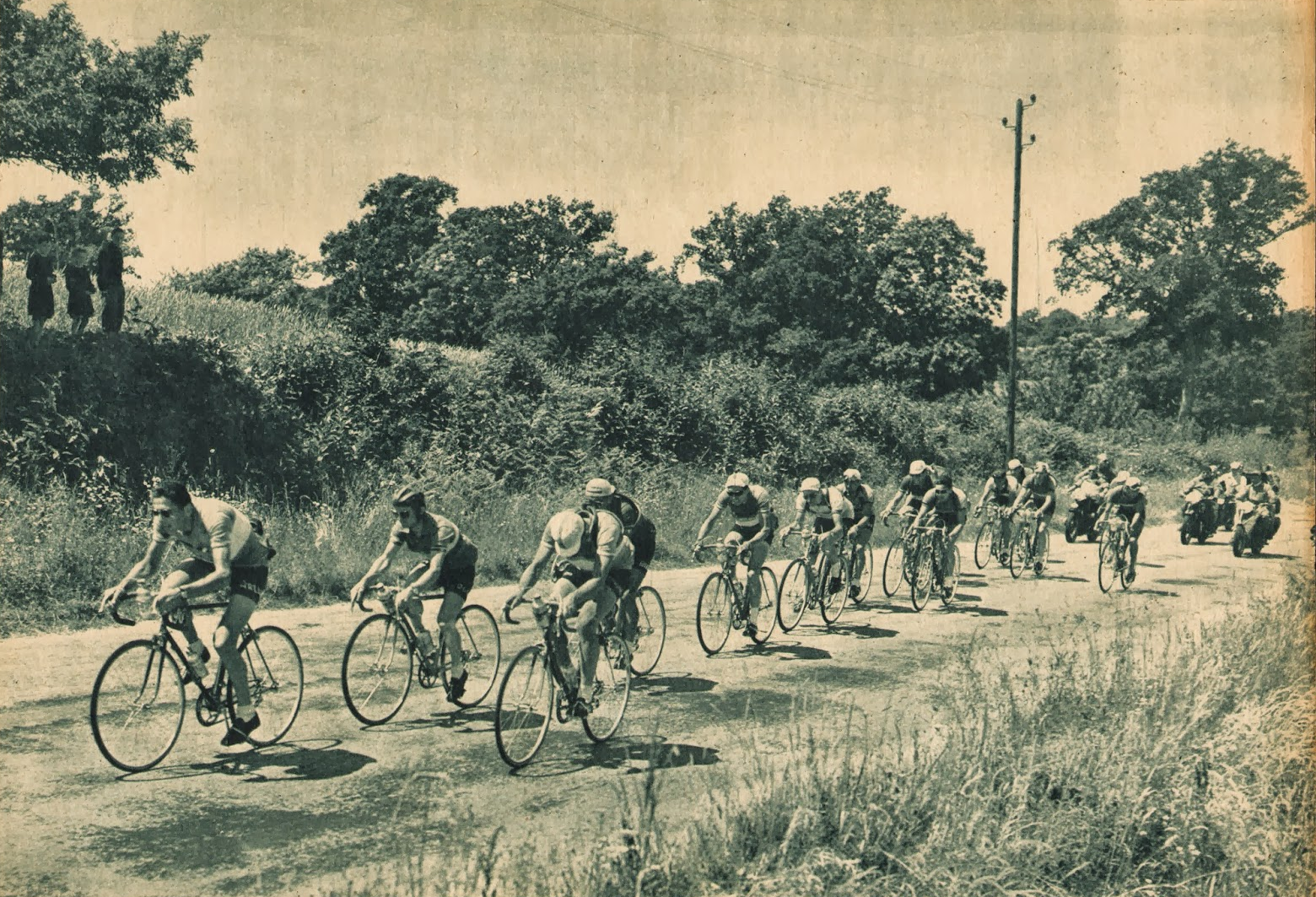
Pardoën en tête de l'échappée avant Laval est virtuellement maillot jaune pendant une partie de l'étape.

Au km 64, Quentin (France), Llorca (Sud-Est) et Cieleska (Nord-Est / Centre) s'échappent également du peloton, mais ce dernier ne tarde pas à avoir un ennui mécanique et doit laisser partir les deux autres hommes,. À Laval (km 69), les deux coureurs comptent 2 min 45 s de retard sur le groupe de tête mené par Pardoën (qui est à ce moment virtuellement maillot jaune) et 55 s d'avance sur le peloton.

#### L'équipe de Belgique menée par Van Steenbergen contre-attaque

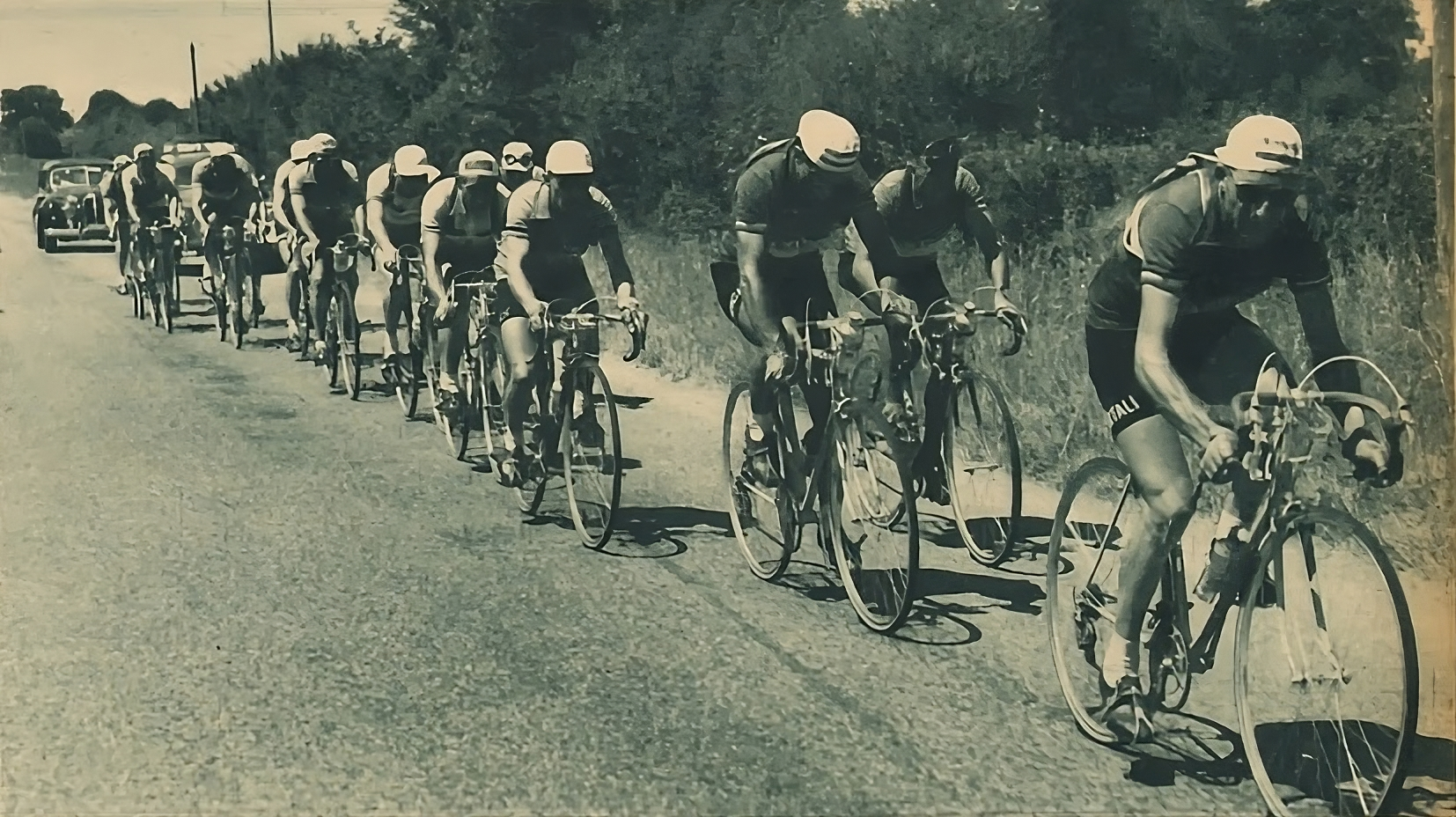
Bartali prend un relais dans le groupe du maillot jaune à la poursuite de la tête de la course.

Après une longue côte (au km 85), les coureurs de tête ont 2 min 55 s d'avance sur un quatuor de poursuivants composé de Quentin et Llorca qui ont été rejoints entre temps par Rolland et Gil, et 3 min 45 s sur un groupe de sept coureurs, dont les Belges De Hertog, Ockers et Van Steenbergen (Belgique). Le maillot jaune et ses coéquipiers ont fait exploser le peloton en soutenant un rythme très rapide, et partent ensuite en contre-attaque avec des alliés tels que les régionaux Canavèse (Sud-Est) et Moineau (Ouest / Sud-Ouest) et les Italiens Carrea et Bartali (Italie) qui chassent Coppi,. Le peloton pointe lui à 4 min 10 s.
Van Steenbergen est rapidement rejoint dans sa mission par huit autres coureurs, dont ses coéquipiers Vanderstockt, Neyt et Van Breenen, Pérez Llacer (Espagne), van Est (Hollande) et les régionaux Fachleitner (Sud-Est), Cieleska (Nord-Est / Centre) et Moineau (Ouest / Sud-Ouest). Chassant à grande vitesse la tête de la course (les coureurs ont à ce moment-là 20 min d'avance sur l'horaire), ce groupe de quatorze coureurs absorbe le groupe Quentin (France) qui a lui-même rejoint Crippa (Italie) lâché à l'avant. L'efficacité des poursuivants dans leur collaboration leur permet de combler assez rapidement leur retard sur l’échappée que les Français tentent tant bien que mal de sauver en dépit du manque de collaboration des Belges qui la composent et qui n'ont pas d'intérêt à rouler. À Sablé-sur-Sarthe (km 111), l'échappée n'a plus qu'une minute d'avance. La jonction est faite au km 117,.

#### Le groupe du maillot jaune a rejoint la tête

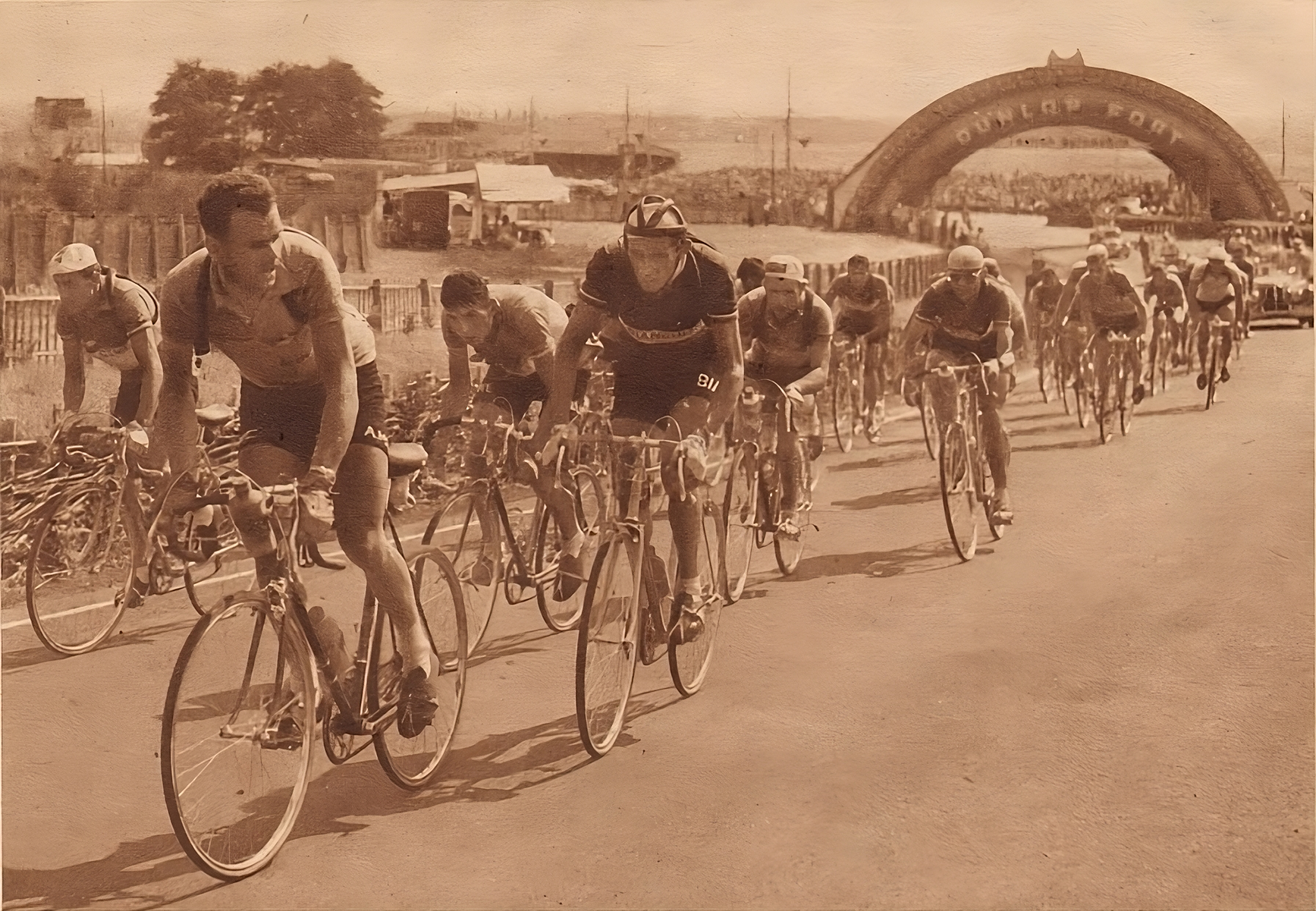
Van Steenbergen en tête du groupe maillot jaune sur le Circuit des 24 Heures du Mans devant Coppi.

De cet important groupe de trente-quatre coureurs, Lapébie (France), qui pourtant a été l'un de ceux qui a le plus travaillé en tête, s'échappe, poursuivi par Baroni (Italie) et Van Kerckhove (Belgique). Ces deux derniers n'ont aucune intention de collaborer et leur neutralisation décourage le Français qui se fait rattraper. De Hertog (Belgique) et Malléjac (Ouest / Sud-Ouest) s'extirpent aussitôt, mais sont rejoints au km 128. À La Flèche (km 137), Malléjac récidive et part seul. Rapidement, il compte une avance d'1 min 10 s au km 142. Il est rejoint par Neyt, mais l'écart ne grandit plus. Les deux hommes s'observent et tentent de se lâcher l'un et l'autre.
Si le peloton se maintient à 4 min 10 s de la tête, certains de ses membres ne perdent pas espoir de tirer avantage de l'étape. Gauthier, Lazaridès, et Lauredi (France) tentent de sortir, mais c'est à Clermont-Créans, que Molinéris et Vitetta (Sud-Est) ainsi que Gelabert et Ruiz (Espagne) parviennent à créer une nouvelle échappée.
Les deux hommes de tête, Malléjac et Neyt, sont rejoints par le groupe maillot jaune au km 160.

#### L’échappée décisive se joue sur la fin de l'étape

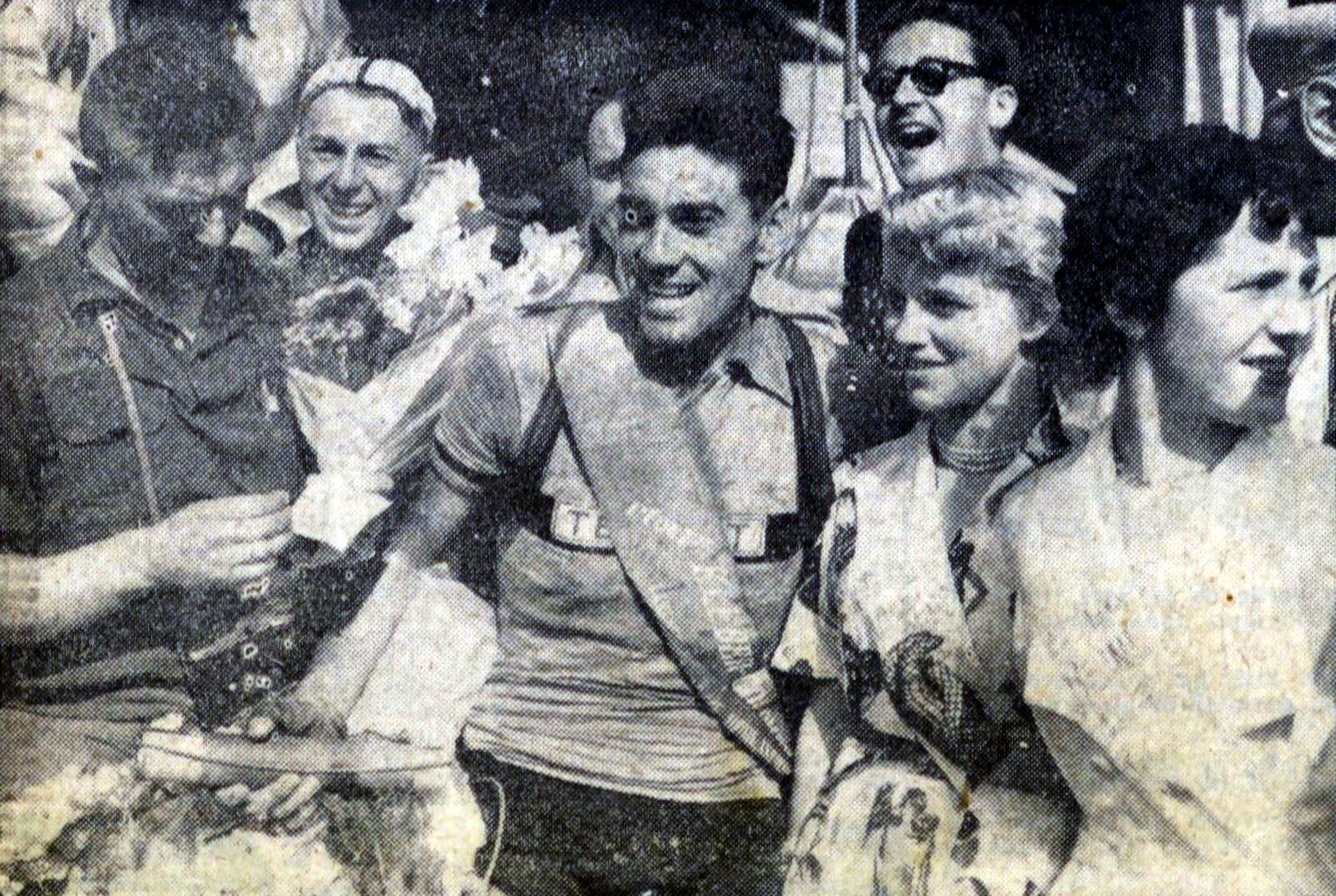
André Rosseel, vainqueur au Mans de la 2e étape.

La fin de l'étape se rapproche, Canavèse (Sud-Est) attaque au km 164 et Rosseel (Belgique) prend sa roue. Ils collaborent alors efficacement et sèment le groupe du maillot jaune, qui est rejoint entre-temps par le quatuor revenu du peloton mené par Molinéris (Sud-Est). Parmi eux, Ruiz s'associe avec son coéquipier Gil (Espagne), pour mener la chasse aux deux hommes de tête,. Close (Belgique) prends la roue de ce duo, ainsi que Molinéris. La poursuite des quatre hommes est lancée à toute allure pour être en mesure de jouer la victoire d'étape.
À l'entrée du circuit du Mans (au km 170), la jonction est faite entre les six hommes, ils ne leur reste plus qu'un tour et demi de circuit avant la ligne d'arrivée, située devant les tribunes.
Sur le parcours du circuit, Molinéris et Ruiz continuent sur leur lancée offensive et essaient de prendre le dessus sur le reste du groupe. Le rythme est trop soutenu pour Gil et Canavèse qui sont lâchés. Le reste du groupe résiste, mais c'est Rosseel qui règle le sprint et remporte l'étape. Suivent ensuite les deux lâchés de l’échappée, Gil et Canavèse, puis le groupe maillot jaune mené au sprint par Van Steenbergen lui-même, qui termine à 1 min 10 s avec vingt-huit autre coureurs. Le gros du peloton arrive avec 3 à 4 minutes de retard. Parmi les favoris du Tour, Magni (Italie) qui est souffrant, Dotto et Lauredi (France) se sont fait piéger et franchissent la ligne avec 4 min 29 s de retard.

### Autour de la course

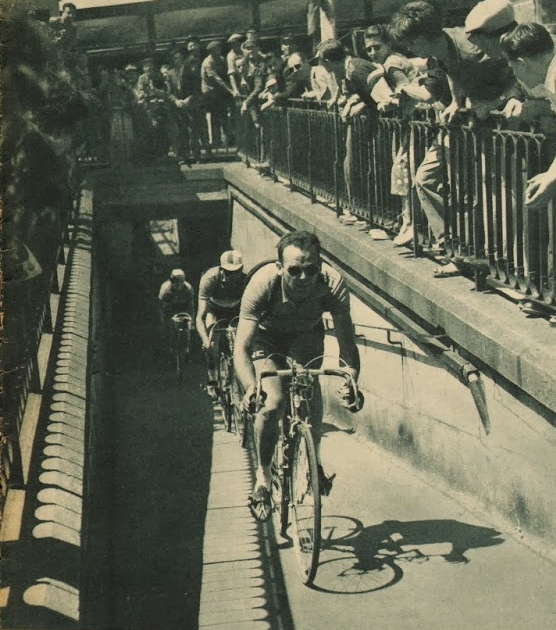
Van Steenbergen obligé d'emprunter un tunnel sous la voie ferrée de Sablé lors de la 2e étape.

Au-delà des titres importants, plusieurs événements entourent le déroulement de l'étape, donnant lieu à des anecdotes largement relayées dans la presse. À Sablé-sur-Sarthe, le chef de gare, pensant que le peloton du Tour avait passé la voie de chemin de fer, abaisse les barrières pour effectuer un mouvement de wagons, ce qui bloque une partie de la course. Les coureurs, le maillot jaune en tête, trouvent immédiatement un autre passage par un petit tunnel en dessous de la voie, par lequel cependant les voitures suiveuses ne peuvent pas passer,,,.
Ensuite, au sein de l'équipe Afrique du Nord, les mauvaises performances alimentent les tensions. Avant même le départ de l'étape, le directeur technique de l'équipe déclare renoncer à son rôle. Il cède sa place au chauffeur de la voiture suiveuse de l'équipe, l'ancien coureur algérien Lalo Harramboure. En fin d'après-midi, la situation semble être rentrée dans l'ordre.
À l'arrivée sur le circuit du Mans, « l'ambiance rappela celle des 24 Heures » selon L'Équipe, en raison des tribunes remplies par des dizaines de milliers de spectateurs qui peuvent profiter de deux passages du peloton,. Le soir, les coureurs ayant regagné leurs hôtels, le médecin du Tour livre son verdict sur les coureurs les plus souffrants. Le cas le plus inquiétant est celui du Belge Derijcke qui souffre d'une parotidite. « Son état est assez grave. Je crains que le Belge, qui faisait 39,4 °C de température, ne puisse repartir. Il sera nécessaire de lui faire de la pénicilline pendant toute la nuit », déclare le médecin.

## Bilan de l'étape

### Faits marquants de l'étape

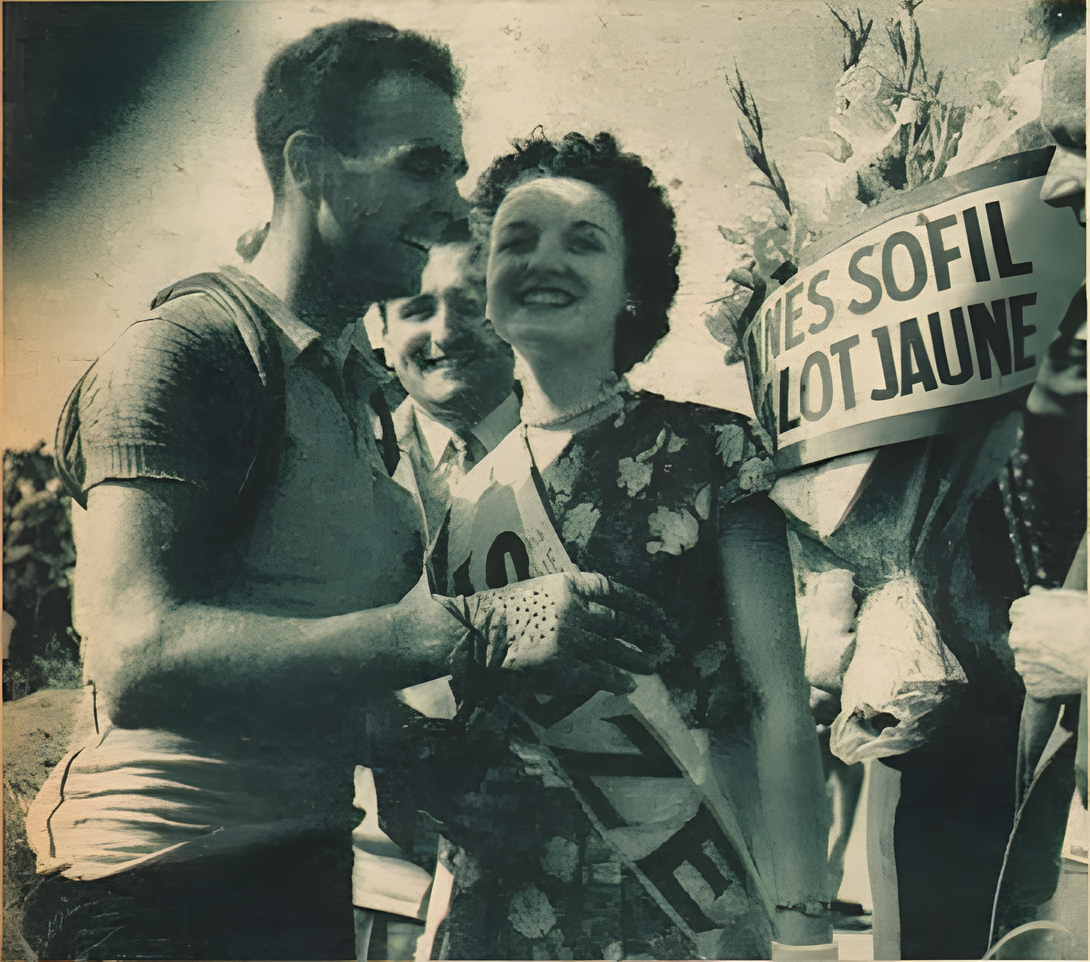
Van Steenbergen reste en jaune à l'issue de la 2e étape.

Le rythme rapide de cette seconde étape (déjà remarqué la veille) et la météo très chaude ont fortement influé sur les résultats à l'arrivée de l'étape (abandons et écarts) et font dire aux observateurs qu'ils auront des conséquences sur les organismes des coureurs pour les prochaines,. Ce rythme soutenu est mis au crédit de l'échappée du jour (qui compte jusqu'à 4 minutes d'avance sur le maillot jaune) mais aussi de la chasse efficace de l'équipe de Belgique pour la rattraper.
À ce titre, la presse est unanime pour dire que l'équipe de Belgique a accompli un nouvel exploit collectif dans cette étape, prouvant sa domination du début de Tour sur les plans de la performance et de la stratégie,,,. Alors que plusieurs de ses coureurs ont participé à la défense du maillot jaune de Van Steenbergen contre Pardoën notamment (virtuellement maillot jaune pendant plusieurs heures), l'équipe s'est également permis de jouer la victoire avec l'ultime échappée de Rosseel et Close. Le bilan après deux étapes est le suivant : deux victoires d'étape, deux jours en « jaune », deux victoires au classement par équipes et cinq coureurs dans le Top 10 du classement général individuel. Ce début de Tour semble être le meilleur de l'équipe de Belgique depuis la guerre.
Parmi les favoris du Tour de France (Italiens et Français), la domination des Belges provoque un statu quo. La remontée de Van Steenbergen a permis à Bartali de revenir sur Coppi, tandis que les efforts du jour de l'équipe de France dans l'échappée ne leur ont pas permis de gagner du temps. S'il n'y a pas d'inquiétude chez les favoris, plusieurs défaillances ont été observées chez leurs coéquipiers, autant chez les Italiens que chez les Français (dont Magni et Muller). Cette situation interroge sur leur capacité à accompagner leurs leaders sur la suite de l'épreuve. Albert Van Laethem, de L'Équipe, estime qu'elle pourrait d'ailleurs « calmer la violence du choc franco-italien » dans les jours suivants.
En-dehors de ces trois équipes, la presse souligne également la bonne étape de l'équipe espagnole qui se classe donc 2e équipe de l'étape avec le classement de deux de ses coureurs dans les dix premiers,.

### Réactions dans la presse
À la mi-journée, Rosseel le vainqueur du jour, n'avait pas forcément en tête la victoire de l'étape : « Lorsque à midi, je me suis lancé, à la suite de Van Steenbergen, dans la grande chasse pour défendre le maillot jaune en danger, je ne croyais pas que cela tournerait aussi bien pour moi. » Il ajoute que cette réussite en début de Tour a permis à l'équipe belge « d'avoir bien rempli [son] escarcelle ».
Van Steenbergen, toujours en « jaune », déclare avoir voulu participer à plusieurs tentatives d'échappée en début d'épreuve. Les efforts consentis l'ont incité toutefois à se ravitailler pour éviter la défaillance « et c’est à cet instant que Robic, Géminiani et les autres sont partis ». Au sein de cette échappée se trouvait Pardoën, maillot jaune virtuel pendant plusieurs heures, qui est évidemment déçu de la tournure des événements du jour : « Jamais notre échappée n'aurait dû être rejointe par Van Steenbergen. Mais j'ai renoncé à continuer mon effort à 100 km quand j'ai vu que Coppi ne voulait plus mener. » Pourtant, en fin d'étape, il avoue avoir envisagé une ultime tentative : « Coppi n'a pas voulu me laisser partir. Tant pis, je remettrai ça demain car le maillot jaune me tente. »
L'Espagnol Ruiz, deuxième de l'étape, est lui aussi amer face au résultat final : « Si j’ai mené deux attaques coup sur coup un peu avant Le Mans puis à l’entrée du circuit, ce n’était pas dans l’intention de me classer deuxième, mais pour enlever la première place. Rosseel, pour gagner au sprint, avait certainement fait beaucoup moins d’efforts que moi pendant l’étape. » Néanmoins, il relativise l'échec du jour et se félicite pour la suite d'être en forme sur ce Tour.
Toujours jugé favori du Tour et interrogé par de nombreux journalistes à la fin des étapes, Coppi livre l'analyse suivante : « Je suis très heureux que ce soit Rik qui ait le maillot jaune, car c'est un véritable champion, un adversaire loyal que j'admire beaucoup et il embellit le Tour de France. Il sera dur à dépouiller dans la plaine, car il a autour de lui une équipe de jeunes talents ardents et résolus. Après, ce sera une autre question. Car c'est une épreuve différente qui commencera avec l'Alpe-d'Huez. »

### Bilan par équipe
Les équipes engagées dans le Tour de France représentent à la fois des nations et des régions depuis 1930. Une nouveauté réglementaire apparaît lors de l'édition 1952 : la création d'un classement par équipes à la fin de chaque étape (basé sur le cumul du temps de course des trois meilleurs coureurs de chaque équipe à l'arrivée), assorti d'une prime versée à la première équipe ainsi qu'à la première équipe régionale (cumulable).
Cette « course dans la course » est une innovation assumée par l'organisateur afin « que chaque concurrent reste en course jusqu'à Paris, pour le développement de tactiques d'équipe aussi subtiles qu'attrayantes ». En effet, la direction du Tour souhaite que la victoire d'équipe tende à l'équivalence de la victoire individuelle afin de mettre en valeur la performance des coéquipiers (parallèlement à celles de leurs leaders), tout autant que les défaillances et les attardés qui peuvent avoir une influence sur le classement de l'équipe à l'arrivée.
| Classement de l'équipe et des meilleurs coureurs, | Analyse dans la presse régionale, nationale et étrangère |
| --- | --- |
| Suisse (dir. technique : A. Burtin) : 8/8 coureurs toujours en course. | |
| Classement de l'équipe sur la 2e étape : 12e | Dans le journal suisse L'Impartial, le journaliste Lelio Rigassi pointe la déception des suiveurs de l'équipe suisse liée au retard concédé par Huber au général. Ce dernier a lâché le peloton à 15 km de l'arrivée et terminé l'étape à 12 minutes du vainqueur. Cette contre-performance s'ajoute à celle de Metzger qui a terminé dernier de la première étape après avoir souffert de la chaleur. Rigassi écrit que « des trois hommes sur lesquels nous comptions au départ de Brest, il ne reste que Weilenmann ». La Liberté pointe également la course « quelconque » et « terne » de l'équipe suisse et ses coureurs « qui n'ont pris part à aucune échappée et se sont laissés enfermer dans le gros du peloton ».                                                          |
| Trois meilleurs coureurs classés : - Lafranchi, 46e à 4 min 29 s ; - Weilenmann, 50e à 4 min 29 s ; - Spühler, 52e à 4 min 29 s.                                                              | Dans le journal suisse L'Impartial, le journaliste Lelio Rigassi pointe la déception des suiveurs de l'équipe suisse liée au retard concédé par Huber au général. Ce dernier a lâché le peloton à 15 km de l'arrivée et terminé l'étape à 12 minutes du vainqueur. Cette contre-performance s'ajoute à celle de Metzger qui a terminé dernier de la première étape après avoir souffert de la chaleur. Rigassi écrit que « des trois hommes sur lesquels nous comptions au départ de Brest, il ne reste que Weilenmann ». La Liberté pointe également la course « quelconque » et « terne » de l'équipe suisse et ses coureurs « qui n'ont pris part à aucune échappée et se sont laissés enfermer dans le gros du peloton ».                                                          |
| Belgique (dir. technique : S. Maes) : 12/12 coureurs toujours en course • 2 victoires d'étape • 2 maillots jaune • 2 fois meilleure équipe de l'étape • 5 coureurs dans le Top 10 du général. | |
| Classement de l'équipe sur la 2e étape : 1re | Dans Le Drapeau rouge, la chronique du jour se réjouit : « Le succès belge est presque aussi complet que la veille, nous retrouvons toujours quatre hommes dans les dix premiers. » Dans Le Soir, Louis Milecan juge qu'« il est réconfortant de pouvoir signaler l'entente de nos hommes qui pratiquent avec intelligence le travail d'équipe ». Au-delà de la victoire de Rosseel et du sauvetage du maillot jaune par Van Steenbergen, la presse belge signale également « l'aisance » de Close qui, « après les Tours d'Italie et de Suisse, continue à faire étalage d'une forme extraordinaire » et le « courage » de Van der Stockt qui « quoique malade a accompli des merveilles pour ramener son chef de file sur le groupe des fugitifs »,.                                 |
| Trois meilleurs coureurs classés : - Rosseel, 1er ; - Close, 4e à 0 s ; - Van Steenbergen, 7e à 1 min 10 s.                                                                                   | Dans Le Drapeau rouge, la chronique du jour se réjouit : « Le succès belge est presque aussi complet que la veille, nous retrouvons toujours quatre hommes dans les dix premiers. » Dans Le Soir, Louis Milecan juge qu'« il est réconfortant de pouvoir signaler l'entente de nos hommes qui pratiquent avec intelligence le travail d'équipe ». Au-delà de la victoire de Rosseel et du sauvetage du maillot jaune par Van Steenbergen, la presse belge signale également « l'aisance » de Close qui, « après les Tours d'Italie et de Suisse, continue à faire étalage d'une forme extraordinaire » et le « courage » de Van der Stockt qui « quoique malade a accompli des merveilles pour ramener son chef de file sur le groupe des fugitifs »,.                                 |
| Italie (dir. technique : A. Binda) : 12/12 coureurs toujours en course • 1 coureur dans le Top 10 du général.                                                                                 | |
| Classement de l'équipe sur la 2e étape : 4e | Dans La Stampa, Vittorio Varale juge que « Coppi était encore aujourd'hui le meilleur de notre équipe, attentif et prêt à parer les attaques portées contre lui, au point de convaincre ses adversaires (qui étaient encore aujourd'hui les Français) qu'avec lui, du moins jusqu'à preuve du contraire, on ne peut espérer le surprendre ». Bartali quant à lui n'a pas perdu de temps, bien aidé en cela par la réaction de Van Steenbergen qui lui a permis de remonter sur le groupe Coppi. Giuseppe Ambrosini, directeur de La Gazzetta dello Sport estime que les deux coureurs sont gagnants dans le maintien du statu quo : « L’équipe italienne avait tout intérêt à avoir deux atouts dans son jeu et à ne pas attirer sur l’un ou sur l'autre les visées des adversaires. » |
| Trois meilleurs coureurs classés : - Baroni, 8e à 1 min 10 s ; - Coppi, 21e à 1 min 10 s ; - Bartali, 27e à 1 min 10 s.                                                                       | Dans La Stampa, Vittorio Varale juge que « Coppi était encore aujourd'hui le meilleur de notre équipe, attentif et prêt à parer les attaques portées contre lui, au point de convaincre ses adversaires (qui étaient encore aujourd'hui les Français) qu'avec lui, du moins jusqu'à preuve du contraire, on ne peut espérer le surprendre ». Bartali quant à lui n'a pas perdu de temps, bien aidé en cela par la réaction de Van Steenbergen qui lui a permis de remonter sur le groupe Coppi. Giuseppe Ambrosini, directeur de La Gazzetta dello Sport estime que les deux coureurs sont gagnants dans le maintien du statu quo : « L’équipe italienne avait tout intérêt à avoir deux atouts dans son jeu et à ne pas attirer sur l’un ou sur l'autre les visées des adversaires. » |
| France (dir. technique : M. Bidot) : 11/12 coureurs toujours en course. | |
| Classement de l'équipe sur la 2e étape : 4e | Dans Le Franc-Tireur, Jean Lambertie pointe les dégâts qu'a occasionnés cette étape dans les rangs de l'équipe française, notamment pour Lauredi, « perdant ainsi son appréciable bénéfice de la veille ». Selon Marcel Bidot, cette défaillance est avant tout à mettre sur le compte d'une erreur de stratégie puisque Lazaridès et Gauthier se sont eux aussi fait piéger. Enfin, l'équipe de France a dû subir également l'abandon de Muller. |
| Trois meilleurs coureurs classés : - Rolland, 14e à 1 min 10 s ; - Robic, 15e à 1 min 10 s ; - Géminiani, 16e à 1 min 10 s.                                                                   | Dans Le Franc-Tireur, Jean Lambertie pointe les dégâts qu'a occasionnés cette étape dans les rangs de l'équipe française, notamment pour Lauredi, « perdant ainsi son appréciable bénéfice de la veille ». Selon Marcel Bidot, cette défaillance est avant tout à mettre sur le compte d'une erreur de stratégie puisque Lazaridès et Gauthier se sont eux aussi fait piéger. Enfin, l'équipe de France a dû subir également l'abandon de Muller. |
| Hollande (dir. technique : K. Pellenaars) : 8/8 coureurs toujours en course. | |
| Classement de l'équipe sur la 2e étape : 4e | Dans Les Sports de Belgique, Robert De Smet remarque que Wagtmans demeure le leader de l'équipe, que Roks et Van Breenen ne déçoivent pas, mais que c'est van Est qui « s'affirme et n'attend que l'occasion pour accrocher ou déclencher une offensive de grand style qui lui donnerait le maillot jaune comme l'an dernier à Dax ». |
| Trois meilleurs coureurs classés : - van Est, 10e à 1 min 10 s ; - Roks, 13e à 1 min 10 s ; - Van Breenen à 1 min 10 s.                                                                       | Dans Les Sports de Belgique, Robert De Smet remarque que Wagtmans demeure le leader de l'équipe, que Roks et Van Breenen ne déçoivent pas, mais que c'est van Est qui « s'affirme et n'attend que l'occasion pour accrocher ou déclencher une offensive de grand style qui lui donnerait le maillot jaune comme l'an dernier à Dax ». |
| Espagne (dir. technique : M.Canardo) : 7/8 coureurs toujours en course • 1 coureur dans le Top 10 du général.                                                                                 | |
| Classement de l'équipe sur la 2e étape : 2e | Dans Libertad, Mariano Canardo regrette que Ruiz soit passé si proche de sa première victoire sur le Tour. Selon lui, l'Espagnol la « méritait pour l'opportunisme avec lequel il s'est échappé et l'effort qu'il a déployé pour dépasser le reste des participants ». La performance collective signée avec la 6e place de Gil Solé et le bon classement de Gelabert subit toutefois le « préjudice » de l'abandon pour épuisement de Vidaurreta qui « a quitté Rennes un peu faiblement et, après le premier contrôle, […] a commencé à souffrir de vomissements, prenant un retard considérable dans la marche ». |
| Trois meilleurs coureurs classés : - Ruiz, 2e à 0 s ; - Gil Solé, 6e à 54 s ; - Gelabert, 22e à 1 min 10 s.                                                                                   | Dans Libertad, Mariano Canardo regrette que Ruiz soit passé si proche de sa première victoire sur le Tour. Selon lui, l'Espagnol la « méritait pour l'opportunisme avec lequel il s'est échappé et l'effort qu'il a déployé pour dépasser le reste des participants ». La performance collective signée avec la 6e place de Gil Solé et le bon classement de Gelabert subit toutefois le « préjudice » de l'abandon pour épuisement de Vidaurreta qui « a quitté Rennes un peu faiblement et, après le premier contrôle, […] a commencé à souffrir de vomissements, prenant un retard considérable dans la marche ». |
| Luxembourg (dir. technique : N. Frantz) : 5/8 coureurs toujours en course. | |
| Classement de l'équipe sur la 2e étape : 11e | Dans Les Sports de Belgique, Robert De Smet pointe la défaite personnelle de Diederich qui s'est lancé dans une longue échappée mais « qui s'est incliné pour terminer dans le peloton des battus ». Goldschmit, probablement fatigué de son Tour de Suisse « ne trouva jamais le rythme ». Réduite à cinq coureurs, l'équipe a désormais pour leader Goedert, coureur néo-pro. |
| Trois meilleurs coureurs classés : - Bintz, 38e à 3 min 37 s ; - Goedert, 43e à 4 min 14 s ; - Diederich, 44e à 4 min 14 s.                                                                   | Dans Les Sports de Belgique, Robert De Smet pointe la défaite personnelle de Diederich qui s'est lancé dans une longue échappée mais « qui s'est incliné pour terminer dans le peloton des battus ». Goldschmit, probablement fatigué de son Tour de Suisse « ne trouva jamais le rythme ». Réduite à cinq coureurs, l'équipe a désormais pour leader Goedert, coureur néo-pro. |
| Paris (dir. technique : F. Mithouard) : 11/12 coureurs toujours en course. | |
| Classement de l'équipe sur la 2e étape : 10e | Dans L'Équipe, Roger Bastide remarque que des coureurs de l'équipe de Paris ont fait partie des premiers à tenter de s'échapper lors de cette étape (Caput et Décaux). Il ajoute que « les choses se sont gâtées pour l’équipe avec la crevaison de Carie avant Laval ». Le coureur attardé a été attendu par plusieurs de ses coéquipiers et est parvenu à revenir sur le peloton, mais les efforts fournis ne lui ont pas permis pas de s'y maintenir. « [T]rois crevaisons authentiques, dûment vérifiées, vinrent encore ajouter à son retard. La formation parisienne perd là un bon et solide équipier. » |
| Trois meilleurs coureurs classés : - Décaux, 37e à 3 min 37 s ; - Renaud, 41e à 3 min 52 s ; - Caput, 47e à 4 min 29 s.                                                                       | Dans L'Équipe, Roger Bastide remarque que des coureurs de l'équipe de Paris ont fait partie des premiers à tenter de s'échapper lors de cette étape (Caput et Décaux). Il ajoute que « les choses se sont gâtées pour l’équipe avec la crevaison de Carie avant Laval ». Le coureur attardé a été attendu par plusieurs de ses coéquipiers et est parvenu à revenir sur le peloton, mais les efforts fournis ne lui ont pas permis pas de s'y maintenir. « [T]rois crevaisons authentiques, dûment vérifiées, vinrent encore ajouter à son retard. La formation parisienne perd là un bon et solide équipier. » |
| Nord-Est / Centre (dir. technique : S. Ducazeaux) : 12/12 coureurs toujours en course • 1 fois meilleure équipe régionale de l'étape • 2 coureurs dans le Top 10 du général.                  | |
| Classement de l'équipe sur la 2e étape : 4e | Dans L'Équipe, Roger Bastide salue la stratégie de l'équipe Nord-Est / Centre qui a tout tenté lors de l'étape du jour pour prendre le maillot jaune avec Pardoën. Leurs actions reposaient sur « un plan concerté par toute l'équipe Nord-Est / Centre, mais non pas insensé. Les Belges n'ont-ils pas été mis dans l'obligation de réagir vigoureusement pour lui faire échec ? ». Pardoën, Cieleska et Lajoie portent l'équipe selon L'Écho du Centre, tandis que Meunier, Dussault et Bauvin « ne savent pas eux-mêmes ce dont ils sont capables ». |
| Trois meilleurs coureurs classés : - Cieleska, 12e à 1 min 10 s ; - Pardoën, 17e à 1 min 10 s ; - Lajoie, 26e à 1 min 10 s.                                                                   | Dans L'Équipe, Roger Bastide salue la stratégie de l'équipe Nord-Est / Centre qui a tout tenté lors de l'étape du jour pour prendre le maillot jaune avec Pardoën. Leurs actions reposaient sur « un plan concerté par toute l'équipe Nord-Est / Centre, mais non pas insensé. Les Belges n'ont-ils pas été mis dans l'obligation de réagir vigoureusement pour lui faire échec ? ». Pardoën, Cieleska et Lajoie portent l'équipe selon L'Écho du Centre, tandis que Meunier, Dussault et Bauvin « ne savent pas eux-mêmes ce dont ils sont capables ». |
| Sud-Est (dir. technique : M. Guiramand) : 12/12 coureurs toujours en course • 1 fois meilleure équipe régionale de l'étape • 1 coureur dans le Top 10 du général.                             | |
| Classement de l'équipe sur la 2e étape : 3e | Dans L'Équipe, Roger Bastide analyse la performance collective de l'équipe qui leur a permis de se classer meilleure équipe régionale : « Il a fait très chaud aujourd’hui et les hommes du Sud-Est se sont aussitôt manifestés. Pas seulement Molinéris (3e) et Canavèse (5e), mais encore Fachleitner, Llorca, Rotta et Vitetta qui se classent dans le peloton des douzièmes ex æquo. » |
| Trois meilleurs coureurs classés : - Molinéris, 3e à 0 s ; - Canavèse, 5e à 26 s ; - Vitetta, 24e à 1 min 10 s.                                                                               | Dans L'Équipe, Roger Bastide analyse la performance collective de l'équipe qui leur a permis de se classer meilleure équipe régionale : « Il a fait très chaud aujourd’hui et les hommes du Sud-Est se sont aussitôt manifestés. Pas seulement Molinéris (3e) et Canavèse (5e), mais encore Fachleitner, Llorca, Rotta et Vitetta qui se classent dans le peloton des douzièmes ex æquo. » |
| Ouest / Sud-Ouest (dir. technique : L. Le Calvez) : 12/12 coureurs toujours en course. | |
| Classement de l'équipe sur la 2e étape : 8e | Dans L'Équipe, Roger Bastide déplore la malchance qu'a subi l'équipe Ouest / Sud-Est, manifestée par le fait que le directeur technique a dû s’arrêter à six reprises pour changer les boyaux de ses coureurs. Faire revenir les victimes de ces crevaisons a coûté de gros efforts à l'équipe. « Ceci rehausse le mérite de Malléjac, lançant l'assaut final après Crosmières au km 128 ». Malléjac, meilleur combatif, est « le grand bonhomme du jour » selon L'Écho du Centre et « le plus ardent de l'équipe ». Il s'est montré « l'égal des meilleurs ». |
| Trois meilleurs coureurs classés : - Lapébie, 9e à 1 min 10 s ; - Malléjac, 27e à 1 min 10 s ; - Berton, 40e à 3 min 52 s.                                                                    | Dans L'Équipe, Roger Bastide déplore la malchance qu'a subi l'équipe Ouest / Sud-Est, manifestée par le fait que le directeur technique a dû s’arrêter à six reprises pour changer les boyaux de ses coureurs. Faire revenir les victimes de ces crevaisons a coûté de gros efforts à l'équipe. « Ceci rehausse le mérite de Malléjac, lançant l'assaut final après Crosmières au km 128 ». Malléjac, meilleur combatif, est « le grand bonhomme du jour » selon L'Écho du Centre et « le plus ardent de l'équipe ». Il s'est montré « l'égal des meilleurs ». |
| Afrique du Nord (dir. technique : R. Bernard) : 7/8 coureurs toujours en course. | |
| Classement de l'équipe sur la 2e étape : 9e | Dans La Dépêche de Constantine, Fernand Carreras analyse les possibilités limitées de l'équipe : « Nous en sommes réduits désormais à éviter une élimination massive des membres de l'équipe, comme ce fut le cas l'an dernier. » En revanche, la presse nord-africaine s'accorde à saluer la forme de Kebaïli qui finit dans le groupe des favoris,. |
| Trois meilleurs coureurs classés : - Kebaïli, 27e à 1 min 10 s ; - Fernandez, 54e à 4 min 29 s ; - Zelasco, 54e à 4 min 29 s.                                                                 | Dans La Dépêche de Constantine, Fernand Carreras analyse les possibilités limitées de l'équipe : « Nous en sommes réduits désormais à éviter une élimination massive des membres de l'équipe, comme ce fut le cas l'an dernier. » En revanche, la presse nord-africaine s'accorde à saluer la forme de Kebaïli qui finit dans le groupe des favoris,. |

## Résultats

### Classements de l'étape
Rosseel mène au sprint le quatuor de tête qui a émergé du groupe initial de six coureurs. Derrière, à une minute, arrive le groupe maillot jaune et à 4 min 29 s le gros du peloton. Trente-trois coureurs sont au-delà des 10 minutes de retard. La bataille pour le classement par équipes est également serrée, au point que le maillot jaune en personne sprinte pour franchir l'arrivée en tête de son groupe, face à la menace des Espagnols qui ont deux coureurs devant. L'équipe régionale Sud-Est, grâce notamment aux bons classements de Molinéris et Canavèse, se classe troisième et décroche la prime de la première équipe régionale. 
| Classement individuel de la 2e étape | Classement individuel de la 2e étape | Classement individuel de la 2e étape | Classement individuel de la 2e étape | Classement individuel de la 2e étape |
|                                      | Coureur                              | Pays                                 | Équipe                               | Temps                                |
| ------------------------------------ | ------------------------------------ | ------------------------------------ | ------------------------------------ | ------------------------------------ |
| 1er                                  | André Rosseel                        | Belgique                             | Belgique                             | en 4 h 52 min 2 s                    |
| 2e                                   | Bernardo Ruiz                        | Espagne                              | Espagne                              | + 0 s                                |
| 3e                                   | Pierre Molinéris                     | France                               | Sud-Est                              | + 0 s                                |
| 4e                                   | Alex Close                           | Belgique                             | Belgique                             | + 0 s                                |
| 5e                                   | Dominique Canavèse                   | France                               | Sud-Est                              | + 26 s                               |
| 6e                                   | José Gil Solé                        | Espagne                              | Espagne                              | + 54 s                               |
| 7e                                   | Rik Van Steenbergen                  | Belgique                             | Belgique                             | + 1 min 10 s                         |
| 8e                                   | Mario Baroni                         | Italie                               | Italie                               | + 1 min 10 s                         |
| 9e                                   | Guy Lapébie                          | France                               | Ouest / Sud-Ouest                    | + 1 min 10 s                         |
| 10e                                  | Wim van Est                          | Pays-Bas                             | Hollande                             | + 1 min 10 s                         |
| modifier                             |                                      |                                      |                                      |                                      |

| Classement par équipes de la 2e étape | Classement par équipes de la 2e étape | Classement par équipes de la 2e étape | Classement par équipes de la 2e étape | Classement par équipes de la 2e étape |
|                                       | Équipe                                | Pays                                  | Temps                                 |                                       |
| ------------------------------------- | ------------------------------------- | ------------------------------------- | ------------------------------------- | ------------------------------------- |
| 1re                                   | Belgique                              | Belgique                              | en 14 h 36 min 16 s                   |                                       |
| 2e                                    | Espagne                               | Espagne                               | + 1 min 24 s                          |                                       |
| 3e                                    | Sud-Est                               | France                                | + 1 min 26 s                          |                                       |
| 4e                                    | Italie                                | Italie                                | + 3 min 20 s                          |                                       |
| 4e                                    | France                                | France                                | + 3 min 20 s                          |                                       |
| 4e                                    | Nord-Est / Centre                     | France                                | + 3 min 20 s                          |                                       |
| 4e                                    | Hollande                              | Pays-Bas                              | + 3 min 20 s                          |                                       |
| 8e                                    | Ouest / Sud-Ouest                     | France                                | + 6 min 2 s                           |                                       |
| 9e                                    | Afrique du Nord                       | France                                | + 10 min 15 s                         |                                       |
| 10e                                   | Paris                                 | France                                | + 11 min 48 s                         |                                       |
| modifier                              |                                       |                                       |                                       |                                       |

Podium de l'étape
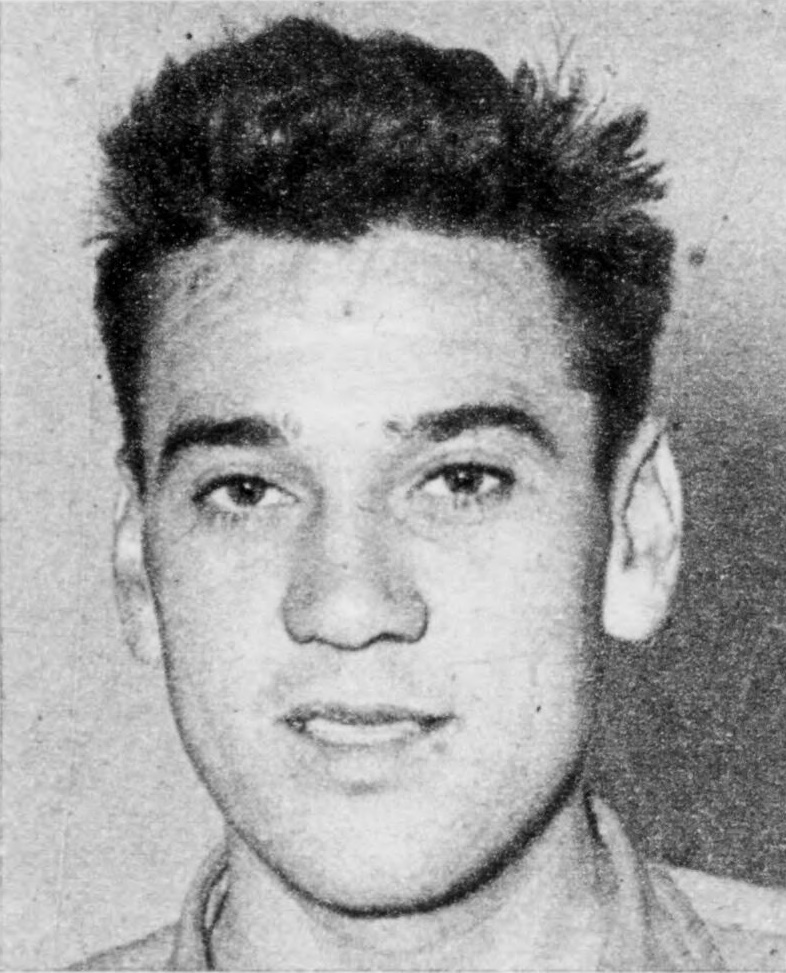
André Rosseel (Équipe de Belgique) Vainqueur de l'étape du jour
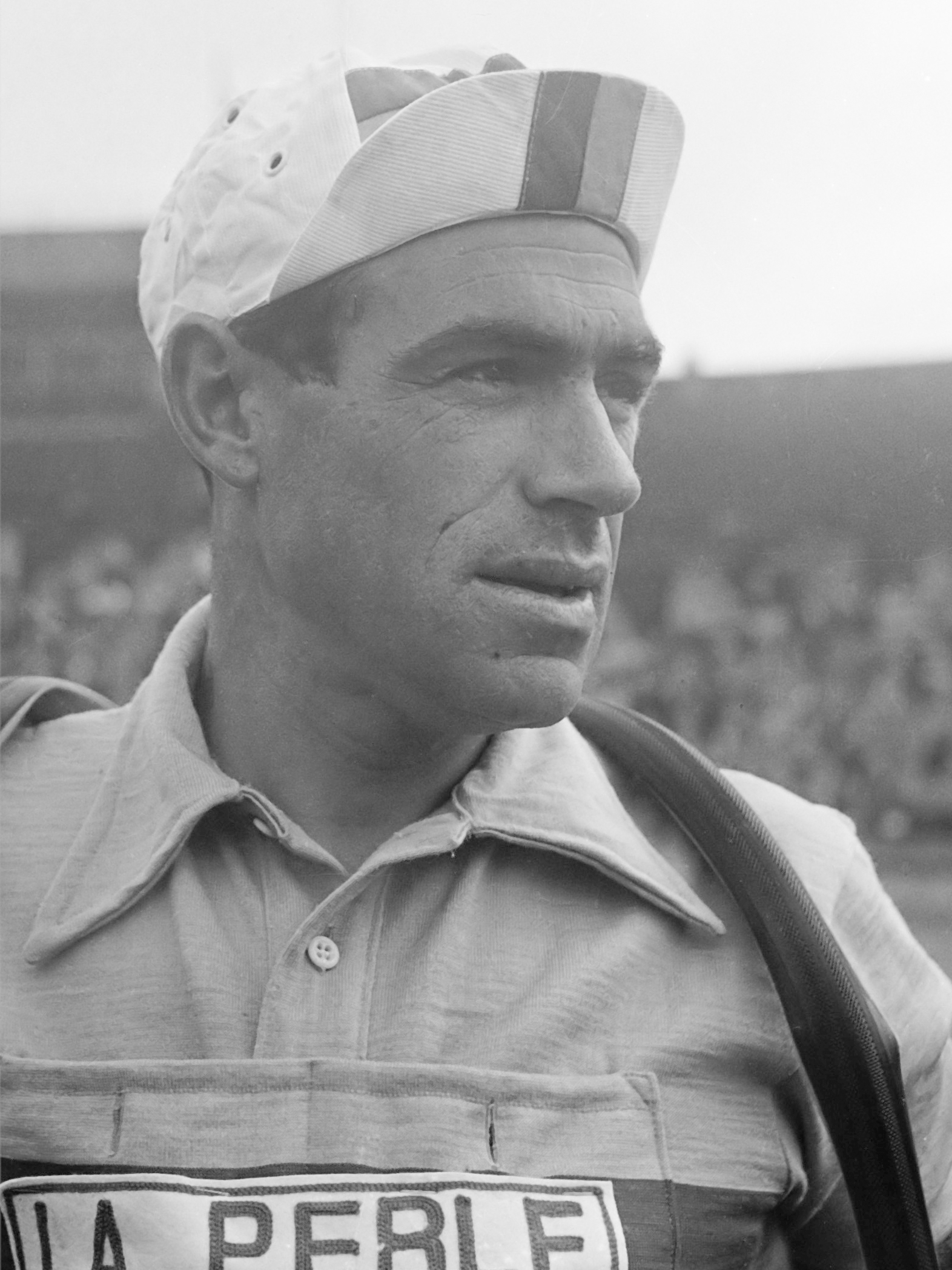
Bernardo Ruiz (Équipe d'Espagne) Second de l'étape du jour
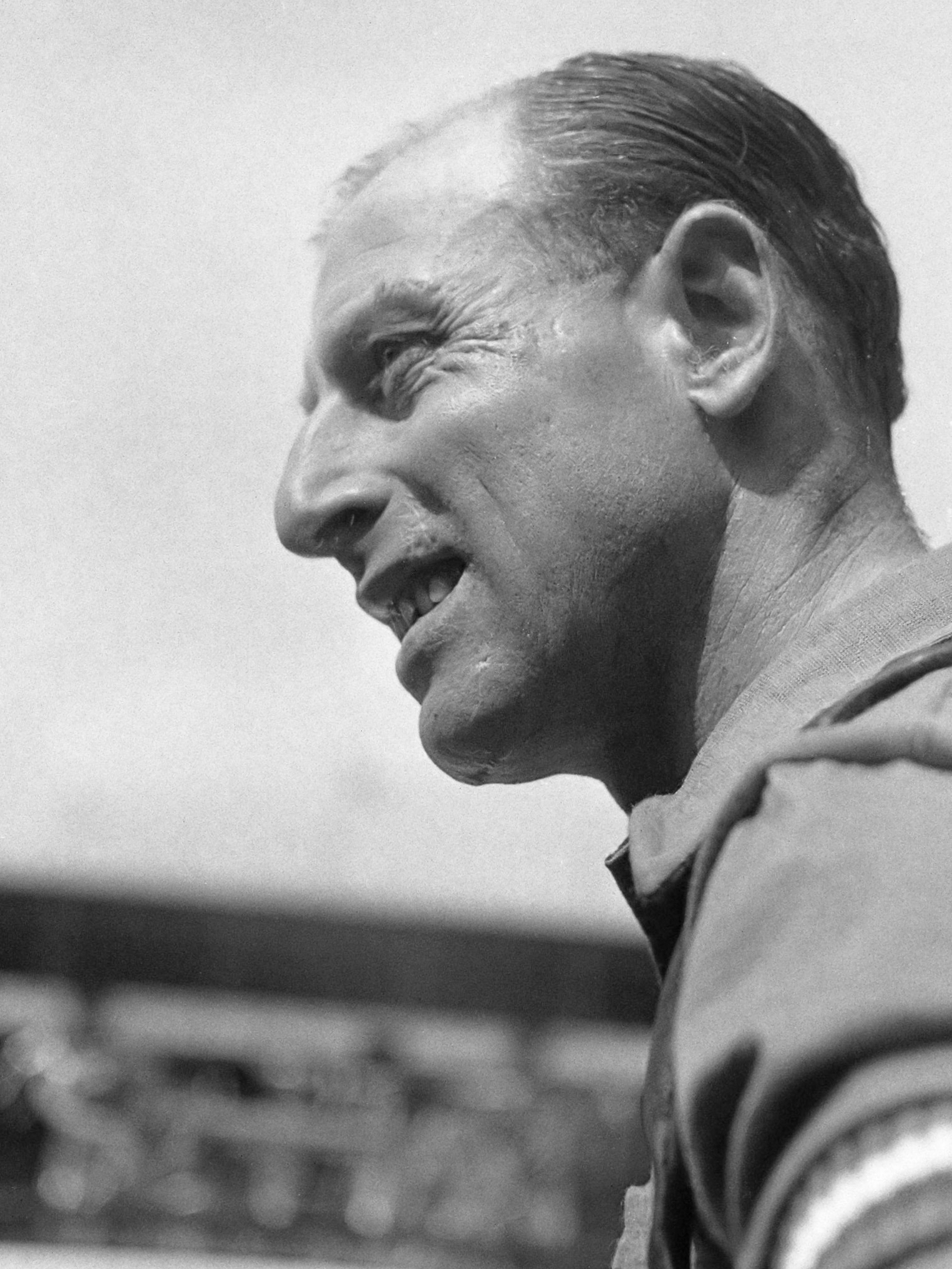
Pierre Molinéris (Équipe régionale Sud-Est) Troisième de l'étape du jour

### Bonifications en temps
Le règlement du Tour de France offre des bonifications en temps aux premiers coureurs qui franchissent les cols répertoriés et à ceux qui arrivent premier et deuxième à l'arrivée de l'étape. Ces secondes gagnées permettent de prendre du temps sur les adversaires, au classement général de l’épreuve.
|   | Coureur       | Pays     | Équipe   | Secondes |
| - | ------------- | -------- | -------- | -------- |
| 1 | André Rosseel | Belgique | Belgique | 1 min    |
| 2 | Bernardo Ruiz | Espagne  | Espagne  | 30 s     |

### Prix de la combativité
- Jean Malléjac (Ouest / Sud-Ouest) a obtenu cinq voix sur treize de la part du comité chargé d'élire le coureur le plus combatif de l'étape[76].

### Primes attribuées
À la fin de chaque étape est décerné un ensemble de prix récompensés par des primes, versées par l'organisateur ou des sponsors, qui viennent alimenter les cagnottes de chaque équipe du Tour. L'organisateur a délibérément fait le choix de créer plusieurs catégories de primes afin qu'elles puissent récompenser tous les types de coureurs ainsi que les équipes et non plus seulement les vainqueurs.
| | Pos.                                  | Bénéficiaire        | Montant | Sponsor                |
| --- | ------------------------------------- | ------------------- | --- | ---------------------- |
| Classement de l'étape | 1er                                   | André Rosseel       | 100 000 fr.+ 50 000 fr. (par la Mutuelle Générale Française Accident) + 20 000 fr. (par le Consulat de Belgique du Mans) | Kleber-Colombes        |
| Classement de l'étape | 2e                                    | Bernardo Ruiz       | 50 000 fr. | Kleber-Colombes        |
| Classement de l'étape | 3e                                    | Pierre Molinéris    | 25 000 fr. | Kleber-Colombes        |
| Classement de l'étape | 4e                                    | Dominique Canavèse  | 16 000 fr. | Kleber-Colombes        |
| Classement de l'étape | 5e                                    | José Gil Solé       | 12 000 fr. | Kleber-Colombes        |
| Première équipe au classement du jour | Première équipe au classement du jour | Belgique            | 100 000 fr. | Martini                |
| Première équipe régionale du jour | Première équipe régionale du jour     | Sud-Est             | 50 000 fr. | Martini                |
| Porteur du maillot jaune | Porteur du maillot jaune              | Rik Van Steenbergen | 100 000 fr. | La Suze                |
| Coureur le plus combatif | Coureur le plus combatif              | Jean Malléjac       | 100 000 fr. | Le Sucre               |
| Coureur le plus malchanceux | Coureur le plus malchanceux           | John Beaslay        | 20 000 fr. | Les Assurances         |
| Prime du sang-froid | Prime du sang-froid                   | Alex Close          | 20 000 fr. | Cynar                  |
| Prime de Saint-Berthevin | Prime de Saint-Berthevin              | Chaque coureur      | 2 000 fr. |                        |
| Prime de Verron | Prime de Verron                       | Pierre Pardoën      | 1 000 fr. | Municipalité de Verron |
| Compte tenu de l'érosion monétaire due à l'inflation, le pouvoir d'achat de 100 000,00 anciens francs en 1952 est le même que celui de 2 401,66 euros en 2022. |                                       |                     | |                        |

## Classements à l'issue de l'étape

### Classement général
Van Steenbergen conserve son maillot jaune mais son avance au classement général sur son coéquipier Close, membre de l'échappée victorieuse, diminue. Molinéris, Ruiz et Rosseel font leur entrée dans le top 10.
| Classement général | Classement général  | Classement général | Classement général | Classement général  |
|                    | Coureur             | Pays               | Équipe             | Temps               |
| ------------------ | ------------------- | ------------------ | ------------------ | ------------------- |
| 1er                | Rik Van Steenbergen | Belgique           | Belgique           | en 11 h 19 min 43 s |
| 2e                 | Pierre Pardoën      | France             | Nord-Est / Centre  | + 1 min 0 s         |
| 3e                 | Alex Close          | Belgique           | Belgique           | + 2 min 53 s        |
| 4e                 | Maurice Blomme      | Belgique           | Belgique           | + 3 min 49 s        |
| 5e                 | Robert Vanderstockt | Belgique           | Belgique           | + 3 min 54 s        |
| 6e                 | Andrea Carrea       | Italie             | Italie             | + 4 min 8 s         |
| 7e                 | Jean-Marie Cieleska | France             | Nord-Est / Centre  | + 4 min 8 s         |
| 8e                 | André Rosseel       | Belgique           | Belgique           | + 5 min 11 s        |
| 9e                 | Bernardo Ruiz       | Espagne            | Espagne            | + 5 min 41 s        |
| 10e                | Pierre Molineris    | France             | Sud-Est            | + 6 min 11 s        |
| 11e                | Dominique Canavèse  | France             | Sud-Est            | + 6 min 37 s        |
| 12e                | Wout Wagtmans       | Pays-Bas           | Hollande           | + 6 min 50 s        |
| 13e                | Jacques Renaud      | France             | Paris              | + 6 min 50 s        |
| 14e                | Georges Decaux      | France             | Paris              | + 6 min 56 s        |
| 15e                | José Gil Solé       | Espagne            | Espagne            | + 7 min 5 s         |
| modifier           |                     |                    |                    |                     |

### Classement de la montagne
Aucune ascension répertoriée n'a encore été franchie. Aucun coureur n'est donc classé au classement de la montagne.

### Classement par équipes
L'équipe de Belgique se classe pour la deuxième fois comme la meilleure équipe au classement général par équipes (cumul des trois meilleurs temps réalisés dans chaque équipe en tenant compte des bonifications, à l'arrivée de chaque étape).
| Classement par équipes | Classement par équipes | Classement par équipes | Classement par équipes |
|                        | Équipe                 | Pays                   | Temps                  |
| ---------------------- | ---------------------- | ---------------------- | ---------------------- |
| 1re                    | Belgique               | Belgique               | en 34 h 0 min 13 s     |
| 2e                     | Nord-Est / Centre      | France                 | + 11 min 25 s          |
| 3e                     | Hollande               | Pays-Bas               | + 14 min 33 s          |
| 4e                     | France                 | France                 | + 17 min 56 s          |
| 5e                     | Italie                 | Italie                 | + 17 min 56 s          |
| 6e                     | Ouest / Sud-Ouest      | France                 | + 18 min 57 s          |
| 7e                     | Espagne                | Espagne                | + 19 min 3 s           |
| 8e                     | Sud-Est                | France                 | + 19 min 5 s           |
| 9e                     | Paris                  | France                 | + 20 min 9 s           |
| 10e                    | Afrique du Nord        | France                 | + 27 min 37 s          |
| modifier               |                        |                        |                        |

Leaders des classements généraux
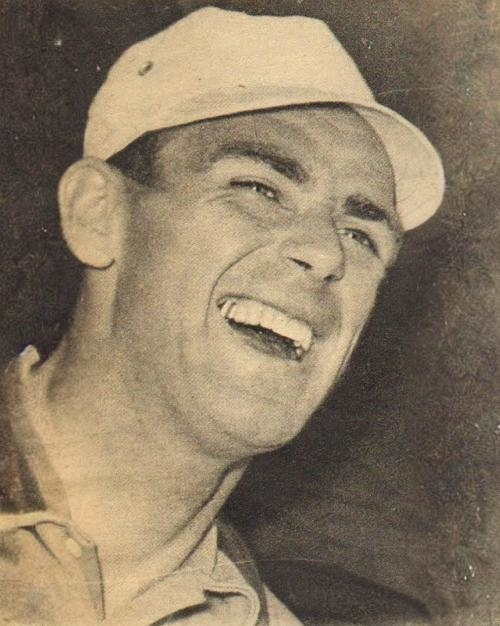
Rik Van Steenbergen (Équipe de Belgique) Leader du classement général individuel
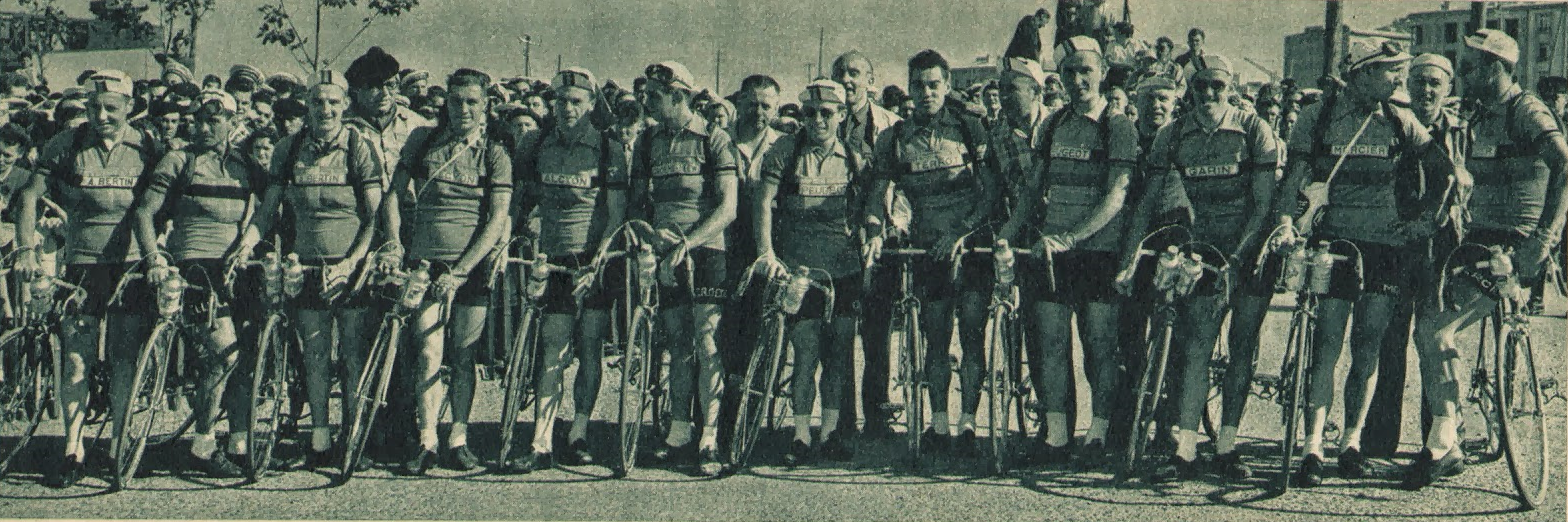
L'équipe de Belgique Leader du classement général par équipe

## Abandons, exclusions
La liste des coureurs classés à l'arrivée d'une étape est établie par la direction du Tour en retirant de la liste de départ les coureurs qui ont abandonné en cours d'étape (abandon), les coureurs qui ont franchi la ligne d'arrivée avec un temps de course qui excède de 10 % celui du vainqueur (arrivée hors délais) et enfin les coureurs exclus pour une raison disciplinaire (mise hors course).

### Arrivés hors délais
- Édouard Muller (France) : Arrivé trois minutes après les délais et souffrant de furoncles[80].
- Jean-Louis Carle (Paris) : Après avoir crevé au km 69, il rejoint le peloton en dépensant beaucoup d'énergie mais décroche au km 111. Trois autres crevaisons viennent s'ajouter à son étape difficile[81].
- John Beaslay (Luxembourg) : Après avoir crevé au km 40, il n'est pas attendu par ses coéquipiers et ne parvient pas à revenir dans le peloton. Il obtient à ce titre la prime de la malchance[82].

### Abandon
- Hortensio Vidaurreta (Espagne) : A abandonné avant l'arrivée à Rennes[83],[84].

## Statistiques
La 2e étape du Tour de France 1952 représente dans l'histoire du Tour depuis 1903, :
- la 712e étape disputée (dont 75 semi-étapes) ;
- la 1re fois que Le Mans est choisie comme ville-étape ;
- la 3e victoire d'étape dans la carrière d'André Rosseel ;
- la 195e victoire d'étape d'un coureur belge. La Belgique était alors la deuxième nation la plus victorieuse sur le Tour après la France (334 victoires).
- Il s'agit également du 199e jour du Tour au cours duquel un coureur belge est en tête du classement général.